# Sedovka
Sedovka (en rus: Седовка) és un poble de l'óblast de Saràtov, a Rússia, segons el cens del 2010 tenia 42 habitants. Pertany al districte municipal de Petrovsk.